# Aero Ae-02
Die Aero Ae-02 ist ein tschechoslowakisches Militärflugzeug vom Beginn der 1920er-Jahre. Sie wurde zwar nicht in Serie gebaut, hat aber ihren Platz in der Luftfahrtgeschichte als erstes in der ČSR entworfenes und gebautes Jagdflugzeug.

## Geschichte
Die Entwicklungsarbeiten begannen 1920 und wurden von den bei Aero angestellten Konstrukteuren Antonín Husník und Antonín Vlasák durchgeführt. Das Flugzeug war ein einmotoriger Doppeldecker aus Holz mit starrem, durch eine Achse miteinander verbundenem Fahrwerk und Heckschleifsporn. Das Leitwerk war freitragend. Als Antrieb diente ein Hispano-Suiza 8 Ba.
Ein Jahr später konnte der Bau abgeschlossen werden, und Aeros Chefpilot Josef Novák startete 1921 zum Erstflug. Eine Serienfertigung des Musters wurde nicht beschlossen. Es diente als Vorlage für den Höhenaufklärer Ae-03 und den Jäger Ae-04, die jedoch ebenfalls nicht in Produktion gingen. Zwei Jahre später entstand aus den Erfahrungen mit der Ae-02 das Jagd- und Rennflugzeug A.18, welches eine Höchstgeschwindigkeit von 275 km/h erreichte.
Josef Novák gewann mit der Ae-02 beim alljährlich stattfindenden internationalen Geschwindigkeitsrennen von Prag den Preis als bester Kunstflieger. Einen zweiten Platz erzielte er für die erreichte Geschwindigkeit von 219 km/h.

## Technische Daten
| Kenngröße              | Daten                           |
| ---------------------- | ------------------------------- |
| Konstrukteur(e)        | Antonín Husník, Antonín Vlasák  |
| Hersteller             | Aero, továrna letadel Dr. Kabeš |
| Baujahr(e)             | 1920                            |
| Besatzung              | 1 Pilot                         |
| Länge                  | 5,45 m                          |
| Flügelspannweite       | 7,70 m                          |
| Flügelfläche           | 16,7 m²                         |
| Flächenbelastung       | 56,6 kg/m²                      |
| Leermasse              | 675 kg                          |
| Startmasse             | 945 kg                          |
| Antrieb                | ein Hispano-Suiza 8 Ba          |
| Leistung               | 162 kW (220 PS)                 |
| Höchstgeschwindigkeit  | 225 km/h                        |
| Marschgeschwindigkeit; | 190 km/h                        |
| Steigzeit              | 29 min auf 5000 m               |